# Tikkurila
Tikkurila (în suedeză Dickursby) este un district și regiune a orașului Vantaa din Finlanda.
Aici își are sediul compania Tikkurila.